# ウルトラマンプレミアステージ
ウルトラマンプレミアステージは、中日劇場で開催している『ウルトラシリーズ』を題材にした舞台。

## 概要
2007年5月2日、『ウルトラマンメビウス』の放送終了直後に中日劇場で初上演。主催は『ウルトラマンメビウス』のキー局であった中部日本放送と、その系列である中日新聞。ヒーローショーであると同時に過去に用いられた映像なども加味しつつ『ウルトラシリーズ』において人間体の主演や、その他のキャストを演じた俳優が複数名直接出演してストーリー性のある舞台になっている。中日劇場では大掛かりな仕掛けが使用できなかったため、ギミックよりもドラマ性が重視されている。

## 上演記録

### ウルトラマンプレミアステージ
日程
- 2007年5月2日から5月6日

キャスト
- ハヤタ : 黒部進
- モロボシ・ダン : 森次晃嗣
- アイハラ・リュウ : 仁科克基
- イカルガ・ジョージ : 渡辺大輔
- アマガイ・コノミ : 平田弥里

声の出演
- ウルトラマンメビウス : 五十嵐隼士
- エンペラ星人 : 内海賢二
- メフィラス星人 : 加藤精三

脚本
- 鳶賀鷹生
- 小林雄次
- 北浦嗣巳

演出
- 北浦嗣巳

内容
- 第1部 : 音楽ユニット「ToyBox」による「ウルトラマンマジカルコンサート」
- 第2部 : 「ウルトラオリジナルライブステージ 星空の涙」[2]

登場キャラクター
| - ゾフィー - ウルトラマン - ウルトラセブン - ウルトラマンジャック - ウルトラマンエース - ウルトラマンタロウ - ウルトラマンレオ - アストラ - ウルトラマン80 - ユリアン - ウルトラマンネオス - ウルトラセブン21 - ウルトラマンマックス - ウルトラマンゼノン - ウルトラマンメビウス - ウルトラマンヒカリ - ウルトラの父 - ウルトラの母 - ウルトラマンキング - ウルトラマンゼアス - ウルトラマンティガ - ウルトラマンダイナ - ウルトラマンガイア - ウルトラマンアグル - ウルトラマンコスモス - ウルトラマンジャスティス - ウルトラマンネクサス（ジュネッスブルー） - ウルトラマンナイス | - エンペラ星人 - メフィラス星人 - バルタン星人 - ザラブ星人 - メトロン星人 - ゴドラ星人 - ペガッサ星人 - ナックル星人 - 巨大ヤプール - マグマ星人 - ケットル星人 - ザム星人 - デスレム - グローザム - ファントン星人 - ファントン星人フォンタ - ゼットン - ゴモラ - レッドキング - グビラ - ベムスター - バキシム - ゴルザ - ガルベロス - ラゴラスエヴォ - カオスダークネス - ヂヂ（ダダの少年） - サラマンドラ（流用映像） - フェミゴンフレイム（流用映像） |

### ウルトラマンプレミアステージ2
日程
- 2008年5月2日から5月6日

キャスト
- ハヤタ : 黒部進
- モロボシ・ダン : 森次晃嗣
- 高山我夢 : 吉岡毅志
- 春野ムサシ : 杉浦太陽
- アマガイ・コノミ : 平田弥里
- ヴィオラ姫 : 小田あさ美
- タケル : 高橋まさかず
- ユウキ : 関根裕介

声の出演
- ウルトラマンジャック : 団時朗
- ウルトラマンエース : 高峰圭二
- ウルトラマンメビウス : 五十嵐隼士
- ザムシャー : 菅谷勇
- アイハラ・リュウ : 仁科克基

脚本
- 小林雄次
- 北浦嗣巳

演出
- 北浦嗣巳

内容
- 第1部 : バンド「エイリアンズバンド」による解散コンサート「ウルトラエンターテイメントショー」
- 第2部 : 「ウルトラオリジナルライブステージ 命の星」

登場キャラクター
| - ゾフィー - ウルトラマン - ウルトラセブン - ウルトラマンジャック - ウルトラマンエース - ウルトラマンタロウ - ウルトラマンヒカリ - ウルトラの父 - ウルトラの母 - ウルトラマンゼアス - ウルトラマンティガ - ウルトラマンダイナ - ウルトラマンガイア - ウルトラマンアグル - ウルトラマンコスモス - ウルトラマンジャスティス - ウルトラマンメビウス - ウルトラマンナイス - ウルトラマンキング（声のみ） | - バルタン星人 - ザラブ星人 - ペガッサ星人 - ヒッポリト星人 - ババルウ星人 - キリエロイド - ギギ - ザムシャー - レッドキング - ジェロニモン - ケロニア - エレキング - グドン - サタンビートル - キングバモス - ゴルザ - ゴブニュ（ギガ） - ディゴン - アパテー | - アルギュロス - ミーモス - ガンQ - アングリラ - ノスフェル - アーマードダークネス - ピッコロ - リドリアス - ザゲル - ファントン星人フォンタ - ニコ - ニコの母 - ピグモン - カネゴン - ニセウルトラマンメビウス - モキアン（流用映像） - ゴルメデ（流用映像） - ムードン（流用映像） |

### ウルトラマンプレミアステージ3
日程
- 2009年5月2日から5月5日

キャスト
- ハヤタ : 黒部進
- モロボシ・ダン : 森次晃嗣
- おおとりゲン : 真夏竜
- 高山我夢 : 吉岡毅志
- レイ : 南翔太
- 小森杏由（アンヌ女医） : 平田弥里
- 永瀬悠輝 : 小杉彩人
- ペダン星人シャーラン : 内田ゆか

声の出演
- ウルトラマンメビウス : 五十嵐隼士

脚本
- 右田昌万

演出
- 村石宏實

内容
- 第1部 : スペシャル映像上映会「ウルトラギャラクシー大怪獣バトル NEVER ENDING ODYSSEY」
- 第2部 : 「ウルトラオリジナルライブステージ 希望の光」

### ウルトラマンプレミア2011
日程
- 名古屋公演 : 2011年5月1日から5月5日
- 東京公演（日本青年館） : 2011年9月23日から9月25日
- 大阪公演（大阪新歌舞伎座） : 2011年12月23日から12月25日

キャスト
- ハヤタ : 黒部進
- モロボシ・ダン : 森次晃嗣
- おおとりゲン : 真夏竜
- レイ : 南翔太
- モロボシ・シン : 名古屋公演に渡辺大輔、東京公演に宮野真守、大阪公演に川野直輝

脚本
- 長谷川圭一

演出
- 村石宏實

内容
- 第1部 : ボイジャーによる「ウルトラソングステージ」
- 第2部 : 「ウルトラオリジナルライブステージ 光の絆」